# Dreiband-Europameisterschaft 1957/2

Veranstaltungsort: Antwerpen

Die Dreiband-Europameisterschaft 1957/2 war das 15. Turnier in dieser Disziplin des Karambolage und fand vom 10. bis zum 13. April 1957 in Antwerpen statt, nur drei Wochen nachdem die UIFAB ihre EM ausgetragen hatte richtete die FIB in Antwerpen ihre EM aus.

## Geschichte
Aufgrund von Verbandsstreitigkeiten in der Saison 1956/57 zwischen den konkurrierenden Verbänden UIFAB und Fédération Internationale de Billard (FIB) wurden 1957 zwei Europameisterschaften ausgetragen. Nach einem Jahr waren die Streitigkeiten jedoch wieder beigelegt und man ging zum üblichen Turnus über.
Fast schon erwartungsgemäß konnte der Belgier René Vingerhoedt, vor heimischem Publikum, seinen Titel  verteidigen. Er gewann damit zum siebten Mal in Folge. Sein Sieg war allerdings nicht, wie sonst, verlustfrei. Das Spiel gegen seinen Schüler Raymond Steylaerts endete nach 200 Minuten 50:50 unentschieden. Ein weiteres Spiel verlor er, sodass er, mit nur einem Punkt, vor seinem Dauerkonkurrenten August Tiedtke aus Düsseldorf siegte. Zum vierten Mal hatte er damit die Nase vorn. Tiedtke war dafür im Generaldurchschnitt(GD)  und Einzeldurchschnitt (BED) bester Spieler des Turniers. Die Höchstserie von 10 ging an Raymond Steylaerts und Herman Popeijus.

## Modus
Gespielt wurde „Jeder gegen Jeden“ bis 50 Punkte mit Nachstoß/Aufnahmegleichheit.

## Abschlusstabelle
| MP    | Match Points (Sieger = 2; Unentschieden = 1; Verlierer = 0) |
| Pkte. | Erzielte Karambolagen                                       |
| Aufn. | Benötigte Versuche                                          |
| GD    | Generaldurchschnitt                                         |
| BED   | Bester Einzeldurchschnitt eines Spielers                    |
| HS    | Höchstserie                                                 |
|       | Bester GD des Turniers                                      |
|       | Bester ED des Turniers                                      |
|       | Beste HS des Turniers                                       |
|       | 1. Platz (Gold)                                             |
|       | 2. Platz (Silber)                                           |
|       | 3. Platz (Bronze)                                           |

| Endklassement              | Endklassement       | Endklassement | Endklassement | Endklassement | Endklassement | Endklassement | Endklassement |
| Platz                      | Name                | MP            | Pkte.         | Aufn.         | GD            | BED           | HS            |
| -------------------------- | ------------------- | ------------- | ------------- | ------------- | ------------- | ------------- | ------------- |
| 1                          | René Vingerhoedt    | 11:3          | 329           | 411           | 0,800         | 1,136         | 7             |
| 2                          | August Tiedtke      | 10:4          | 332           | 407           | 0,815         | 1,250         | 8             |
| 3                          | Raymond Steylaerts  | 9:5           | 334           | 523           | 0,638         | 0,961         | 10            |
| 4                          | Henny de Ruijter    | 8:6           | 302           | 439           | 0,687         | 0,819         | 7             |
| 5                          | Herman Popeijus     | 8:6           | 294           | 436           | 0,674         | 0,892         | 10            |
| 6                          | René Clasens        | 4:10          | 288           | 424           | 0,679         | 0,943         | 5             |
| 7                          | Ernst Rudolph       | 4:10          | 295           | 491           | 0,600         | 0,781         | 7             |
| 8                          | Siegfried Spielmann | 2:12          | 269           | 507           | 0,530         | 0,909         | 6             |
| Turnierdurchschnitt: 0,671 |                     |               |               |               |               |               |               |